# 8276 Shigei
8276 Shigei eller 1991 FL är en asteroid i huvudbältet som upptäcktes den 17 mars 1991 av de japanska astronomerna Satoru Otomo och Osamu Muramatsu i Kiyosato. Den är uppkallad efter Mika Shigei.
Asteroiden har en diameter på ungefär 5 kilometer och den tillhör asteroidgruppen Nysa.